# Identité polono-lituanienne

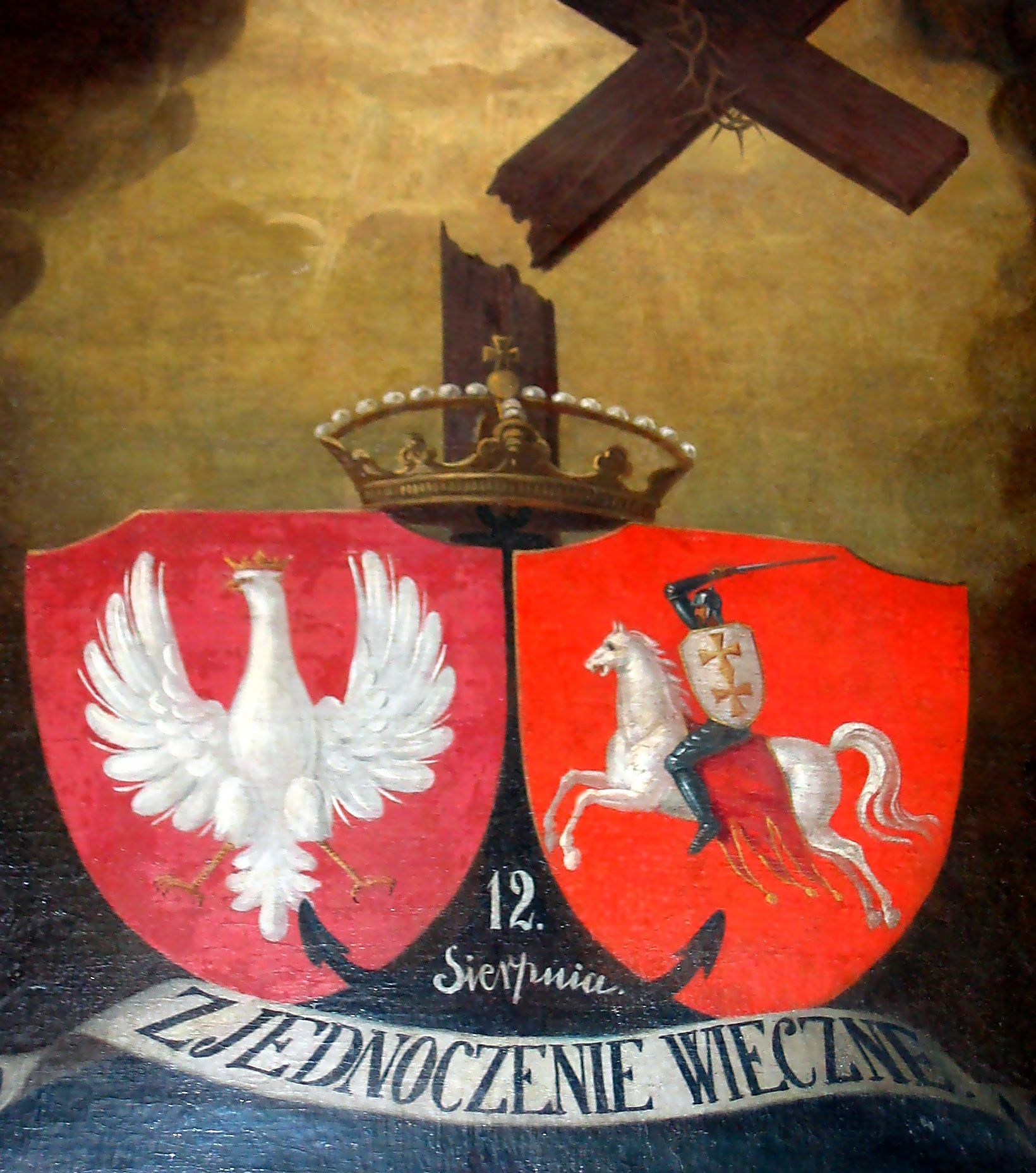
Peinture commémorant l'union polono-lituanienne, réalisée vers 1861. La devise indique qu'il s'agit d'une « union éternelle » — en polonais uniquement.

L'Union de Lublin de 1569 entre le Royaume de Pologne et le Grand-duché de Lituanie a créé un État multiethnique et multiconfessionnel, la République des Deux Nations — aussi appelée Pologne-Lituanie — dont le ciment était l'identité nationale ainsi qu'une culture partagée, plutôt qu'une appartenance ethnique ou religieuse communes,. Le terme de « Polonais-Lituanien » a été utilisé pour décrire divers groupes résidant dans la République, y compris ceux qui ne ressortaient pas de l'ethnie polonaise ou lituanienne ni ne partageaient leur foi catholique romaine prédominante,,.
L'utilisation du terme « Polonais-Lituanien » dans ce contexte peut potentiellement prêter à confusion, d'autant plus que la facilité peut conduire à le résumer à « Polonais » ; il peut également être (mal) interprété comme étant un simple mélange de l'utilisation nationaliste du XXe siècle des termes « Polonais » et « Lituanien »,, prenant ces deux termes pour les peuples qu'ils représentent aujourd'hui, alors que, dans ce contexte, il peut inclure les nombreux groupes ethniques qui ont habité l'union polono-lituanienne.

## DuXVIeauXVIIIesiècle

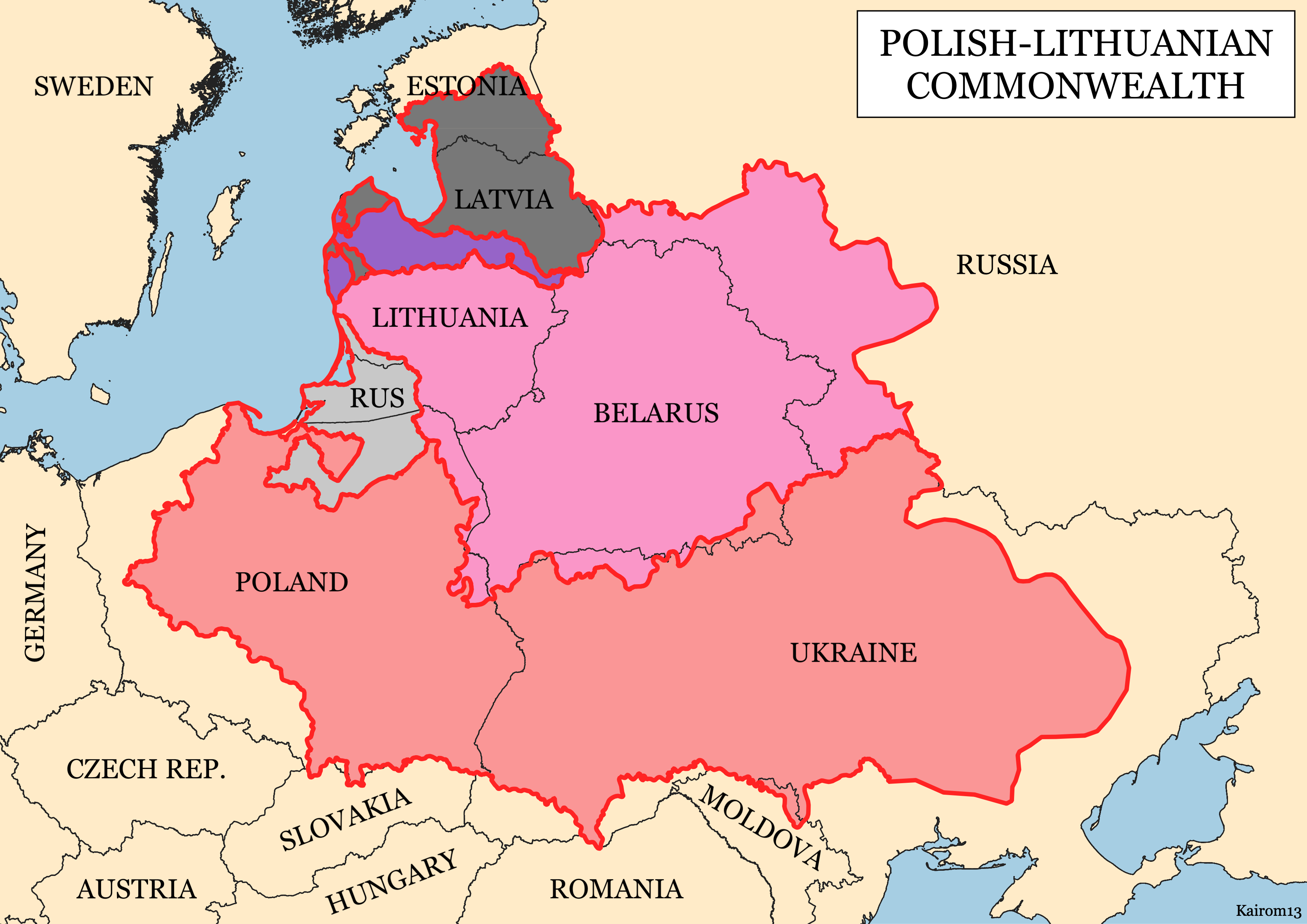
Carte de la Pologne-Lituanie à son apogée territorial : la « Pologne » apparaît en saumon et la « Lituanie » en rose.

La façon de décrire une identité nationale durant l'existence de la République des Deux Nations faisait souvent appel à la construction latine « gens -natione » (soit l'origine familiale ou ethnique combinée à une identité nationale). Cette construction était utilisée par les élites du Grand-Duché de Lituanie, par les élites ruthènes (ukrainiennes et biélorusses) ainsi qu'en Prusse. L'appartenance religieuse était parfois ajoutée, ce qui conduisait à des auto-identifications telles que Natione Polonus, gente Prussicus (de nationalité polonaise, du peuple prussien) ; ou Natione Polonus, gente Ruthenus, origine Judaeus (de nationalité polonaise, du peuple ruthène et d'origine juive),. La formulation latine reflète l'utilisation de cette langue comme lingua franca neutre, laquelle s'est poursuivie jusqu'au XVIIIe siècle.
La noblesse de la République (Szlachta) était également liée à cette époque par une croyance répandue dans le sarmatisme qui transcendait les identifications ethniques. Ce « mythe fondateur » postulait que la classe noble de la République descendait d'un groupe de guerriers de Scythie, que ses membres étaient racialement distincts — et supérieurs — aux autres habitants de la région,. La noblesse ruthène de la République des Deux Nations adhérait également dans une certaine mesure au sarmatisme, se voyant membre d'une branche sarmate connue sous le nom de « Roxolans ». Les élites lituaniennes développent le mythe d'une origine romaine — ce notamment via la dynastie mythique des Palémonides (en). La théorie de l'origine romaine des Lituaniens était jusqu'à présent généralement considérée comme ayant émergé à l'époque de Vytautas le Grand (1392-1430), le nom Lituania étant considérée comme une forme « corrompue » de Italia. Maciej Stryjkowski et Augustinus Rotundus (en) étaient de fervents partisans de l'utilisation du latin comme langue officielle du Grand-Duché de Lituanie en raison de leur conviction que la langue lituanienne était simplement une variété vernaculaire du latin. Leur croyance était basée sur les similitudes grammaticales du lituanien et du latin.
L'Union de Lublin de 1569 a initié un processus de polonisation volontaire des classes supérieures lituaniennes, y compris par l'utilisation croissante de la langue polonaise, bien qu'elles aient conservé un fort sentiment d'identité lituanienne. Ceux qui s'identifiaient comme gente Lithuanus, natione Polonus (« Lituanien, de la nation polonaise ») se distinguaient par leur accent, leurs coutumes et leur cuisine, et ne percevaient pas ces catégories comme s'excluant mutuellement. Une partie de moins en moins importante de la noblesse lituanienne, et la plupart de la population rurale des territoires du Grand-Duché de Lituanie, continuaient à utiliser la langue lituanienne, en particulier en Samogitie, une pratique qui a atteint son point le plus bas au XVIIIe siècle mais s'est accrue au cours du renouveau national lituanien du XIXe siècle,. Selon Norman Davies, jusqu'au XIXe siècle, le lituanien n'avait pas de forme écrite fixe et la littérature lituanienne était principalement religieuse ; le lituanien était en outre rarement entendu dans la capitale du Grand-Duché, Vilnius. Les humanistes lituaniens Stanislovas Rapolionis (1485-1545), Abraomas Kulvietis (1510-1545), Mikalojus Daukša (1527-1613), Konstantinas Sirvydas (1579-1631) ont promu l'utilisation de la langue lituanienne dans le cadre de la mise en valeur de l'identité nationale du Grand-Duché. Célèbre pour son éloquence, Sirvydas a passé 10 ans de sa vie à prêcher des sermons à l'église Saint-Jean de Vilnius (deux fois par jour, une fois en lituanien et une fois en polonais).
Les termes adjectivaux « lituanien » et « polono-lituanien » ont été utilisés pour décrire des groupes résidant dans la République des Deux Nations qui ne partageaient pas l'ethnie lituanienne ni leur foi chrétienne (catholique) prédominante, comme par exemple les Tatars Lipka, une communauté musulmane, ou les Litvaks (Juifs lituaniens). Les communautés orthodoxes orientales et uniates étaient également comprises comme lituaniennes.
La minorité allemande, fortement représentée dans les villes (bourgeoisie), notamment dans la région de la Prusse royale, était également comptée parmi les « Polonais » (Natione Polonus-gente Prussicus),. Par ailleurs, de nombreux Prussiens de cette région ne s'identifiaient pas comme Allemands ou Polonais, mais comme citoyens d'une République multiculturelle,.

## AuxXIXeetXXesiècles

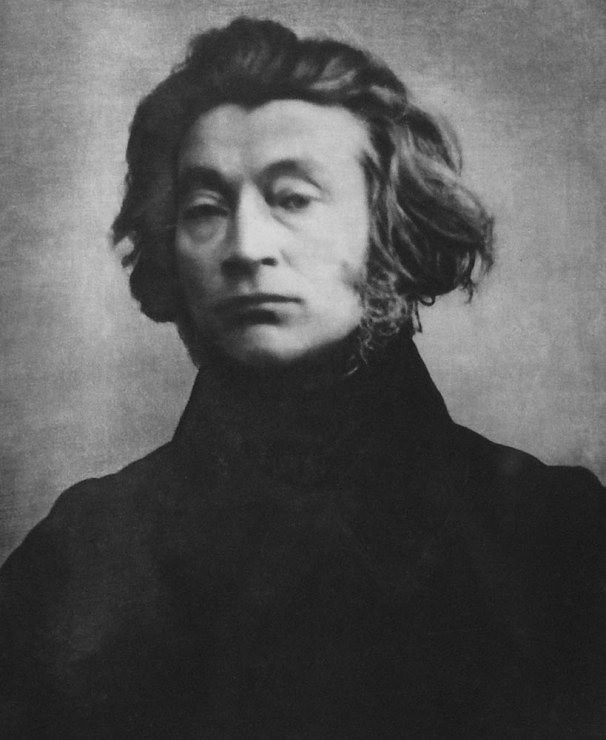
Pan Tadeusz, un poème en langue polonaise du XIXe siècle écrit par Adam Mickiewicz, et qui reste très populaire de nos jours, s'ouvre par la phrase « Lituanie, ma patrie ! Tu es comme la santé. »

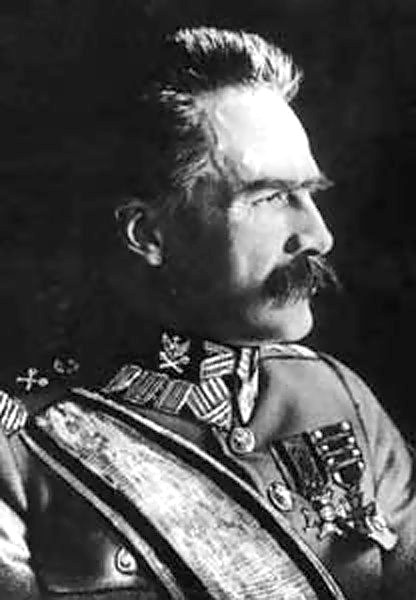
Józef Piłsudski, le dirigeant politique polonais le plus important de l'entre-deux- guerres, a souvent fait référence à son ascendance lituanienne et espérait recréer l'ancienne République des Deux Nations.

La République des Deux Nations cessa d'exister après les partages de la Pologne de la fin du XVIIIe siècle ; la Pologne et la Lituanie obtinrent leur indépendance en tant que nations distinctes après la Première Guerre mondiale. Le développement du nationalisme par le biais du renouveau national lituanien fut un facteur crucial qui conduisit à la séparation de l'État lituanien moderne de la Pologne ; des mouvements similaires prirent racine en Ukraine et plus tard en Biélorussie (les territoires des deux pays modernes avaient autrefois fait partie de la République des Deux Nations, mais n'obtinrent leur indépendance qu'après l'effondrement de l'Union soviétique à la fin du XXe siècle),. Le nationalisme lituanien était une réaction à la fois à la russification lors de l'occupation russe et à la menace d'une polonisation supplémentaire due à la pression de la culture polonaise,. Le désir nationaliste lituanien de se séparer de la Pologne s'est illustré par exemple dans l'adoption de l'alphabet tchèque en lieu et place de l'alphabet polonais pour noter la langue lituanienne,. Les anciennes identités culturelles ont perdu la bataille face à des identités ethniques, religieuses et linguistiques plus attrayantes. Après l'abolition du servage dans l'Empire russe en 1861, la mobilité sociale s'est accrue et les intellectuels lituaniens ont commencé à sortir des rangs de la population rurale ; et la langue est devenue associée à l'identité nationale, en Lituanie comme partout ailleurs en Europe.
La double identité défendue par de nombreuses figures marquantes de l'histoire polono-lituanienne, attitude du type gente Lithuanus, natione Polonus, encore populaire au début du XIXe siècle, était de moins en moins tenable à mesure que le siècle avançait. Les dirigeants de l'insurrection, infructueuse, de janvier 1863-1865 ont invoqué les anciens points communs, faisant appel aux « frères ruthènes et lituaniens » et aux « frères des Polonais de confession juive ». Les paysans de la région sont restés en grande partie indifférents, car ils n’avaient jamais partagé l’identité nationale construite par les élites. Bien que certains habitants non nobles ne voyaient aucune contradiction à se décrire comme « Polonais et Lituanien à la fois », la double identité n'était pas largement considérée comme allant de soi. De ce point de vue, la conduite de Napoléon en Lituanie est remarquable. Le 1er juillet 1812, Napoléon forme la Commission provisoire de gouvernement lituanien. Le gouvernement provisoire de Lituanie n’avait aucun lien avec la Pologne. Napoléon refusa également de rattacher les unités militaires composées de Lituaniens à celles polonaises. Le 14 juillet 1812 cependant, la Commission provisoire de gouvernement lituanienne se soumit officiellement au Conseil général de la Confédération du Royaume de Pologne.
Les Krajowcy (en), un groupe d'individus qui tentaient de maintenir leur double identité, ont émergé au début du XXe siècle dans le but de recréer un Grand-Duché de Lituanie en étroite association avec la Pologne. Leur programme politique, ainsi que l'idée de Piłsudski d'une fédération dirigée par la Pologne recréant en gros la République des Deux Nations (Międzymorze), s'avérèrent être un échec,. On peut établir ici une analogie avec la séparation entre les cultures finlandaise et suédoise (voir Déclaration d’indépendance de la Finlande).
Simonas Daukantas (1793-1864), l'historiographe de la nation lituanienne avec ses Darbai senųjų lietuvių ir žemaičių (Actes des anciens Lituaniens et Samogitiens), et qui a identifié la langue comme étant le facteur déterminant de la nationalité, était plutôt critique à l'égard de l'union polono-lituanienne et considérait qu'elle était la cause du déclin de l'État lituanien. Le fossé entre ceux qui choisissaient d’utiliser le polonais et ceux qui choisissaient d’utiliser le lituanien se creusait, et les deux groupes commencèrent à voir l’histoire même de l'union des deux nations sous un jour différent. Des événements tels que la guerre polono-lituanienne, la tentative de coup d'État polonais de 1919 en Lituanie (en) et le conflit autour de la région de Vilnius ont conduit à des tensions majeures dans les relations polono-lituaniennes de l'entre-deux-guerres.
À cette époque, l'appartenance nationale pouvait encore être fluctuante. Le cas le plus emblématique en est celui de la famille Narutowicz (Narutavičius) : Stanislovas Narutavičius est devenu l'un des vingt signataires de l'Acte d'indépendance de la Lituanie, tandis que son frère Gabriel Narutowicz est devenu le premier président de la Pologne. Tadas Ivanauskas, éminent zoologiste et biologiste lituanien et l'un des fondateurs de l'Université Vytautas Magnus, a choisi d'être lituanien, tandis que deux autres frères, Jerzy et Stanisław, sont devenus polonais, et Vacłaŭ, le dernier de la fratrie, biélorusse.

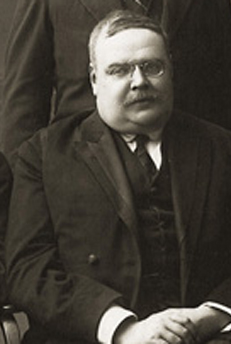
Mykolas Römeris était membre des légions de Piłsudski, mais il a ensuite choisi de devenir citoyen lituanien.

Tomas Venclova note que la signification des termes « Lituanien » et « Polonais » a changé au fil des siècles.

« Les Lituaniens de langue polonaise trouvaient souvent scandaleux d'être appelés « Polonais ». (...) Comme l'a déclaré avec colère un « Polonais » lituanien, Michal Juckniewicz, aux nationalistes lituaniens : « les Jagellons, Chodkiewicz, Mickiewicz, Piłsudski et moi – nous sommes des Lituaniens [utilisant le mot « Litwini », le mot polonais pour « Lituaniens »] – et vous ; vous êtes des « Lietuvisy » [utilisant une forme polonaise du mot lituanien pour « Lituaniens »]. »

Józef Piłsudski, un homme politique polonais important de l'entre-deux-guerres, acteur majeur l'indépendance de la Pologne au lendemain de la Première Guerre mondiale, planificateur de la tentative de coup d'État polonais en Lituanie en 1919 (en) et orchestrateur de la mutinerie de Żeligowski qui a amené la région contestée de Vilnius dans le giron de la Pologne, a souvent attiré l'attention sur son ascendance lituanienne et a brièvement poursuivi le rêve de recréer la Pologne-Lituanie,,. L'échec de ce projet, qui aurait été un contrepoids fort à l'Allemagne et à l'Union soviétique, a condamné les pays d'Europe médiane à être victimes de la Seconde Guerre mondiale,,,.
Le poète Czesław Miłosz, lauréat du prix Nobel, a souvent écrit au sujet de sa double identité polonaise et lituanienne. Anatol Lieven cite Miłosz parmi les « grandes figures polonaises », tout en soulignant qu'il est mentionné comme « l'un des derniers citoyens du Grand-Duché de Lituanie » et que son utilisation du mot « Lituanien » était « très différente de la vision monoethnique de nombreux nationalistes lituaniens ». Miłosz lui-même comparait la situation des Lituaniens polonais au XIXe siècle à celle d'Écossais instruits tels que Walter Scott, dont les œuvres, bien qu'écrites en anglais plutôt qu'en gaélique, étaient centrées sur les caractères et les traditions écossais. Anatol Lieven remarque en revanche que les aspirations écossaises à l'indépendance ont été écrasées lors de la bataille de Culloden en 1746, ce qui, selon lui, a rendu le chemin de Scott moins difficile ; il voit la culture polono-lituanienne d'avant 1939 comme une combinaison d'idéalisation romantique de la Lituanie médiévale et de mépris pour les Lituaniens modernes. De même, il déclare : « Pour les Polonais instruits avant la Seconde Guerre mondiale, la Lituanie n'était pas une nation mais un assemblage de paysans parlant un dialecte particulier », une attitude qui a contribué à leur aliéner davantage la nouvelle intelligentsia lituanienne. Czesław Miłosz écrit dans sa lettre au poète lituanien Tomas Venclova, son ami de longue date et associé pendant son exil : « Il y a eu quelques attaques contre moi dans la presse émigrée lituanienne parce que, même si je suis un parent d'Oscar Miłosz [un poète et diplomate lituanien], je suis Polonais, pas Lituanien ». Malgré cela, les nationalistes polonais radicaux avaient prévu de protester contre les funérailles de Miłosz, affirmant (entre autres raisons) qu'il n'était « pas assez polonais » — quoi que la manifestation n'ait finalement pas eu lieu,.

## Utilisation moderne

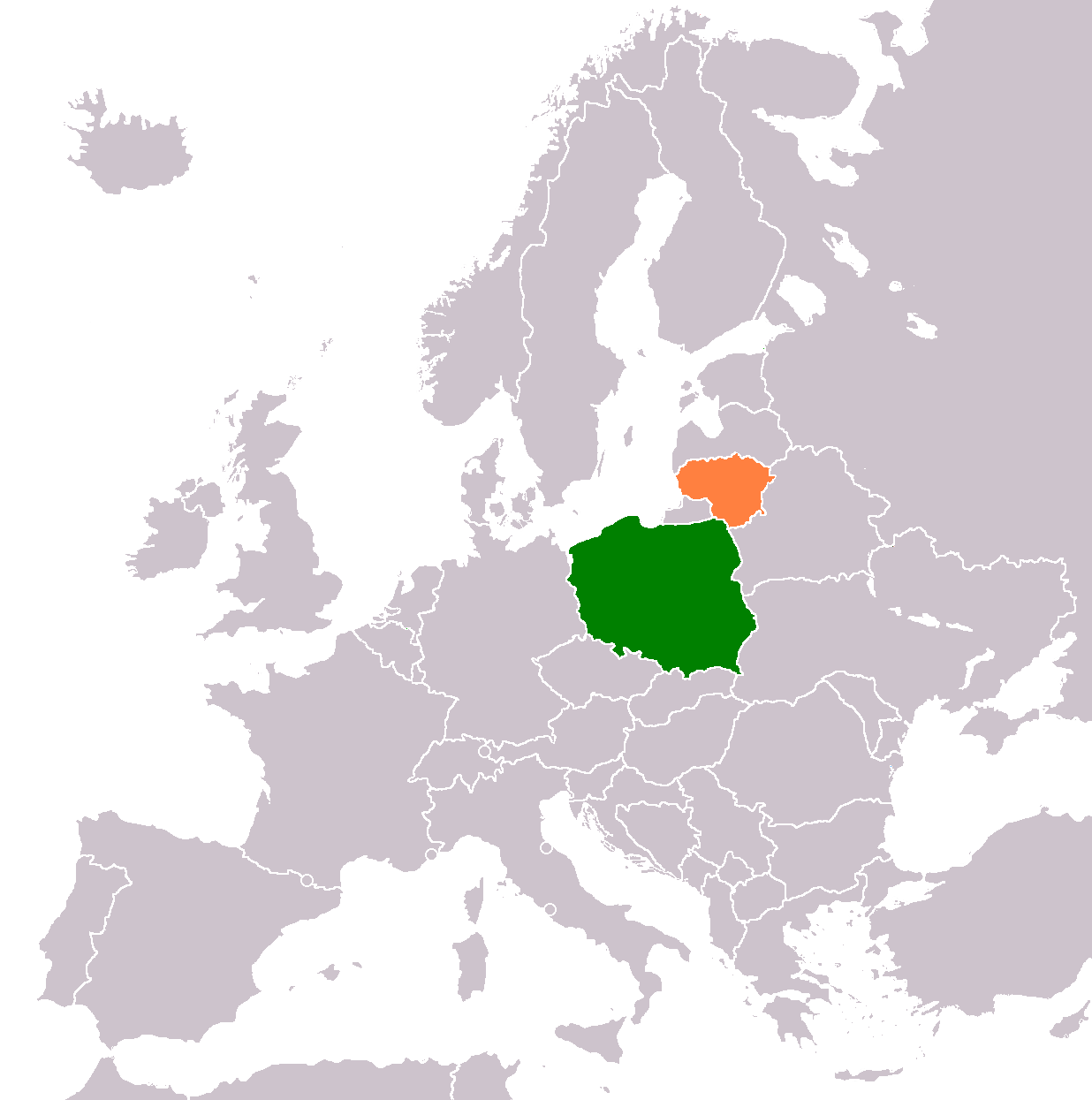
La Pologne et la Lituanie, deux nations aujourd'hui distinctes.

L'utilisation des expressions « Polonais-Lituanien », « Lituanien polonisé » et « Polonais d'origine lituanienne » persiste dans les descriptions biographiques récentes de la famille Radziwiłł et dans celles de plusieurs personnalités notables des XIXe et XXe siècles, telles qu'Emilia Plater, Józef Piłsudski, Adam Mickiewicz, Czesław Miłosz et Gabriel Narutowicz, entre autres,,,. Dans le même temps, d'autres sources utilisent simplement le mot « polonais »,,, — tout comme le mot « Pologne » est utilisé pour désigner la République des Deux Nations elle-même. L'utilisation du terme « polonais » transcende mais ne remplace pas le mot « lituanien », car il était similaire à l'utilisation du terme « britannique » pour désigner le Commonwealth britannique, comprenant les parties anglaise, écossaise et galloise ; cependant, comme aucun terme différent n'était utilisé dans la langue anglaise, le résultat peut parfois prêter à confusion. Une analogie a également été établie entre l’utilisation du polonais-lituanien et celle de l’anglo-irlandais comme adjectifs. Il est crucial de noter que l’usage pré-nationaliste de « Polonais-Lituanien » fait référence à la culture (partagée), tandis que l’usage plus moderne et nationaliste de « Polonais » et de « Lituanien » fait référence à l’ethnicité (distinctive).
La Lituanie et la Pologne continuent de se disputer les origines de certaines icônes culturelles ayant des racines dans les deux cultures ; le poète Adam Mickiewicz est un exemple de cette controverse,.
La République de Pologne d'aujourd'hui se considère comme le successeur de la République des Deux Nations et souligne l'histoire commune des deux nations, tandis que la République de Lituanie, rétablie à la fin de la Première Guerre mondiale, voyait la participation de l'État lituanien à l'ancienne République sous un jour principalement négatif et idéalisait la période antérieur du Grand-Duché — quoi que cette attitude tende à changer récemment. Les relations polono-lituaniennes modernes se sont améliorées, mais leurs visions respectives de l’histoire peuvent encore différer.

## Lectures complémentaires
- Karin Friedrich et Barbara M. Pendzich, Citizenship and identity in a multinational commonwealth: Poland-Lithuania in context, 1550-1772, BRILL, 2009 (ISBN 978-90-04-16983-8, lire en ligne)
- Mastianica, O., 2016. Bajorija lietuvių tautiniame projekte: (XIX a. pabaiga - XX a. pradžia) / (Nobility in the Lithuanian national project : (the late 19th - early 20th centuries)), Vilnius: Lietuvos istorijos institutas.  (ISBN 978-609-8183-13-9)
- Bronius Genzelis, The restitution of Lithuania's statehood, 2007 (ISBN 978-9955-415-66-4)